# Lithosticta
Lithosticta is een geslacht van libellen (Odonata) uit de familie van de Isostictidae.

## Soorten
Lithosticta omvat 1 soort:
- Lithosticta macra Watson, 1991